# أندي بروفان
أندي بروفان (بالإنجليزية: Andy Provan)‏ هو لاعب كرة قدم بريطاني في مركز نصف الجناح، ولد في 1944 في غرينوك في المملكة المتحدة. لعب مع نادي باث سيتي ونادي بارنسلي ونادي تشستر سيتي ونادي توركي يونايتد ونادي ريكسهام ونادي سانت ميرين ونادي ساوثبورت ونادي يورك سيتي.